# Lorio austerus
Lorio austerus är en stekelart som först beskrevs av Tosquinet 1903.  Lorio austerus ingår i släktet Lorio och familjen brokparasitsteklar. Utöver nominatformen finns också underarten L. a. schlechteri.